# NGC 1602
NGC 1602 ist eine irreguläre Zwerggalaxie vom Hubble-Typ IBm/P im Sternbild Schwertfisch am Südsternhimmel. Sie ist schätzungsweise ´62 Millionen Lichtjahre von der Milchstraße entfernt und scheint ein naher Begleiter der Edge-On-Galaxie NGC 1596 und sehr wahrscheinlich die Quelle des ionisierten Gases in NGC 1596. 
Das Objekt wurde am 5. Dezember 1834 von John Herschel mit seinem 18,7"-Newton-Teleskop entdeckt.